# República hermana

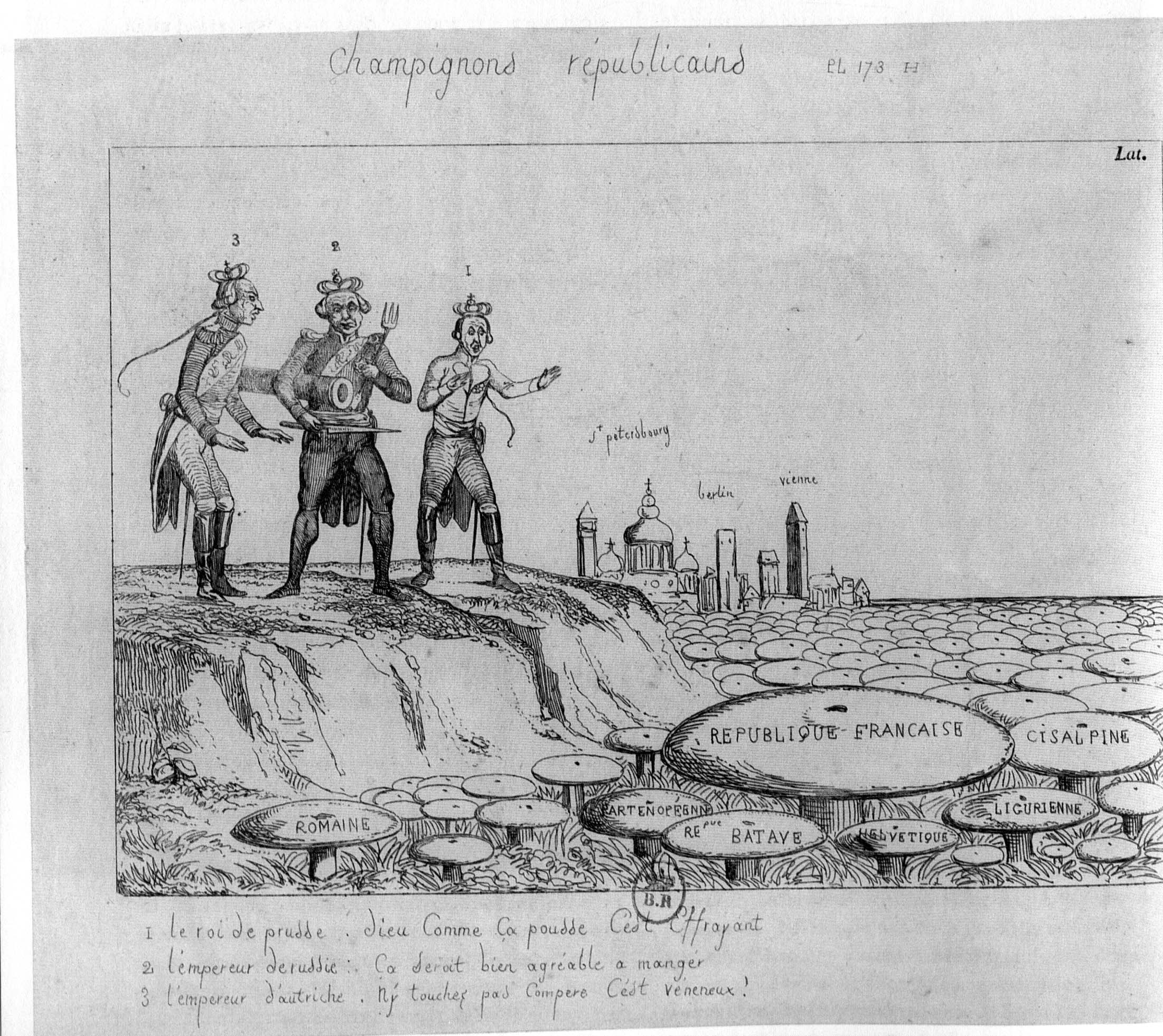
Caricatura francesa de 1799 titulada "Champiñones republicanos" que muestra a los monarcas europeos rodeados por las "repúblicas hermanas" que han crecido como setas alrededor de la República Francesa.

El nombre de república hermana fue acuñado durante el período del Directorio (1795-1799) de la Primera República Francesa para referirse a los estados creados por los ejércitos franceses en los territorios "liberados" por ellos durante las Guerras revolucionarias. Se trataba de estados satélites que fueron organizados siguiendo el modelo de la Constitución del año III y en los que implantaron los principios de la Revolución francesa. Durante la época napoleónica (1799-1814) fueron incorporadas al Gran Imperio francés.

## Historia
Tras la proclamación de la República Francesa, la Convención Nacional ofreció el 19 de noviembre de 1792 «fraternidad y ayuda a todos los pueblos que desean recobrar su libertad». Durante la guerra contra la Primera Coalición, formada tras la ejecución el 21 de enero de 1793 del rey Luis XVI, los generales y los representantes en misión en los ejércitos revolucionarios reciben la orden de «que destruyan el antiguo régimen» en los territorios que ocupen, pero que «dejen a los pueblos que se regeneren a sí mismos». Así cuando los ejércitos franceses se acercan a Maguncia proclaman que «el soldado ofrece al pueblo, con una mano el símbolo de la paz y con la otra sepulta sus armas en el pecho de sus opresores...».

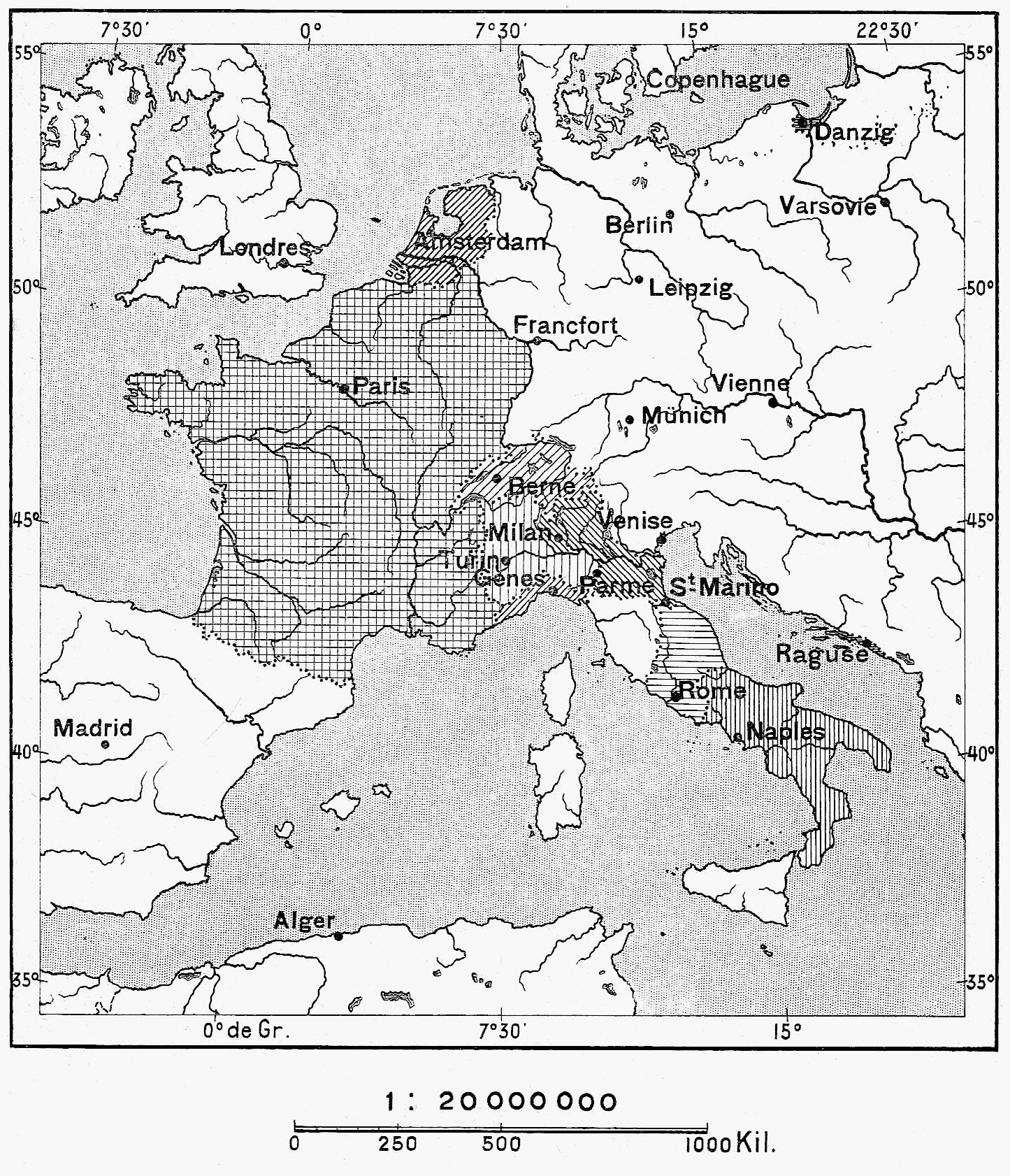
Mapa de las repúblicas hermanas en 1798.

En seguida se planteó en el seno de la Convención el debate sobre qué estatuto legal debían tener los territorios "liberados". Contaban con el antecedente de la ciudad papal de Aviñón y de su territorio anexo, el condado Venaissin, que solicitaron su incorporación al reino de Francia tras la celebración de un refenrédum el 11 de enero de 1790 —la anexión fue aceptada el 13 de diciembre de 1791—. Así, cuando las tropas francesas penetraron en los Países Bajos Austríacos en la guerra de la Primera Coalición a principios de 1793 proclamaron que venían a ayudar al pueblo a conquistar su libertad, pero finalmente fueron anexionados a la República Francesa el 30 de marzo. Lo mismo sucedió con Niza y Saboya, incorporadas a Francia, pero no con los dominios del obispo de Basilea que se convierten en República Rauraciana el 20 de marzo de 1793.
Bajo el Directorio se decide que los territorios conquistados constituyan una especie de glacis protector de la República Francesa formado por las "repúblicas hermanas". Así se inicia una política expansionista dirigida a garantizar la seguridad de Francia alcanzando sus "fronteras naturales", especialmente en el Rin. Además estas "repúblicas hermanas" no sólo tendrán que ocuparse del avituallamiento del ejército francés sino que también tendrán que pagar contribuciones de guerra que servirán para sanear la deficitaria hacienda francesa. Por último, también constituirán nuevos mercados para los productos franceses.
La primera "república hermana", aunque el término todavía no es oficial, se constituye bajo la Convención termidoriana sobre el territorio ocupado de las Provincias Unidas el 16 de mayo de 1795 con el nombre de República Bátava. Ya bajo el Directorio el general Napoleón Bonaparte funda en el norte de Italia el 15 de octubre de 1796 la República Cispadana —cuyo territorio está integrado por el ducado de Módena, Reggio y una parte de las legaciones papales de Ferrara y de Bolonia—. Al año siguiente se le añade la Lombardía, conquistada a los austríacos por Bonaparte, dando nacimiento a la República Cisalpina cuya Constitución toma como modelo la Constitución del año III. En ese mismo año, 1797, nace en Génova la República Ligur.
En enero de 1798 las tropas del Directorio ayudan a fundar la República Helvética, anexionándose Francia Mulhouse y Ginebra. Lo mismo hacen al mes siguiente en los Estados Pontificios, sobre los que se funda la República romana, y en septiembre con el Piamonte —el rey abandona Turín y se repliega a Cerdeña—. En enero de 1799 el rey de Nápoles avanza sobre Roma pero es obligado a retirarse, refugiándose finalmente en Sicilia. Con el apoyo del ejército francés los "patriotas" napolitanos proclaman la República Partenopea.
Sin embargo las victorias de la Segunda Coalición obligan a los ejércitos franceses a abandonar las "repúblicas hermanas". Cuando Napoleón recupera esos territorios, restaura algunas de ellas, como la República Bátava, la República italiana o la República Ligur, pero no la República Romana ni la República Partenopea. Finalmente entre 1806-1808 las repúblicas hermanas desaparecen al ser integradas por Napoleón en el Gran Imperio.

## Lista de las repúblicas hermanas
| Repúblicas                     | Bandera | Capital   | Fundación                                 | Precedida por | Final                                   | Sucedida por                                       |
| ------------------------------ | ------- | --------- | ----------------------------------------- | --- | --------------------------------------- | -------------------------------------------------- |
| República de Alba              |         | Alba      | 26 de abril de 1796                       | Reino de Cerdeña | 28 de abril de 1796                     | Reino de Cerdeña                                   |
| República Anconitana           |         | Ancona    | 19 de noviembre de 1797                   | Estados Pontificios | 7 de marzo de 1798                      | República Romana                                   |
| República Bátava               |         | La Haya   | 18 de enero de 1795                       | Provincias Unidas de los Países Bajos | 5 de junio de 1806                      | Reino de Holanda                                   |
| República de Bérgamo           |         | Bérgamo   | 12 de marzo de 1797                       | República de Venecia | 29 de junio de 1797                     | República Cisalpina                                |
| República Boloñesa             |         | Bolonia   | 19 de junio de 1796                       | Estados Pontificios | 16 de octubre de 1796                   | República Cispadana                                |
| República de Bouillon          |         | Bouillon  | 24 de abril de 1794                       | Ducado de Bouillon | 26 de octubre de 1795                   | Primera República Francesa                         |
| República de Brescia           |         | Brescia   | 18 de marzo de 1797                       | República de Venecia | 17 de octubre de 1797                   | República Cisalpina                                |
| República Cisalpina            |         | Milán     | 29 de junio de 1797                       | República Transpadana República Cispadana Ducado de Mantua República de Venecia                                                                                       | 26 de enero de 1802                     | República Italiana                                 |
| República Cispadana            |         | Bolonia   | 16 de octubre de 1796                     | Ducado de Módena Estados Pontificios | 29 de junio de 1797                     | República Cisalpina                                |
| República Cisrenana            |         | Colonia   | 28 de agosto de 1797                      | Arzobispado de Colonia Electorado de Maguncia Electorado de Tréveris Electorado del Palatinado Ducado de Jülich Ducado de Cléveris Ciudad imperial libre de Aquisgrán | 28 de agosto de 1802                    | Primera República Francesa                         |
| República de Connacht          |         | Castlebar | 27 de agosto de 1798                      | Reino de Irlanda | 8 de septiembre de 1798                 | Reino de Irlanda                                   |
| República Cremasca             |         | Cremona   | 28 de marzo de 1797                       | República de Venecia | 10 de julio de 1797                     | República Cisalpina                                |
| República de Danzig (en)       |         | Gdansk    | 9 de septiembre de 1807                   | Prusia Occidental | 2 de enero de 1814                      | Prusia Occidental                                  |
| República Etrusca (hu)         |         | Florencia | 20 de marzo de 1799                       | Gran Ducado de Toscana | 21 de marzo de 1801                     | Reino de Etruria                                   |
| República Helvética            |         | Lucerna   | 12 de abril de 1798                       | Antigua Confederación Suiza | 19 de febrero de 1803                   | Confederación Suiza                                |
| Provincias Ilirias             |         | Liubliana | 14 de octubre de 1809                     | República de Ragusa Imperio austríaco Reino de Croacia Reino de Italia                                                                                                | 9 de junio de 1815                      | Reino de Iliria Reino de Dalmacia Reino de Croacia |
| República Italiana             |         | Milán     | 26 de marzo de 1802                       | República Cisalpina | 17 de marzo de 1805                     | Reino de Italia                                    |
| República de Léman             |         | Lausana   | 24 de enero de 1798                       | Cantón de Berna | 12 de abril de 1798                     | República Helvética                                |
| República de Lieja (en)        |         | Lieja     | 18 de agosto de 1789                      | Principado de Lieja | 12 de enero de 1791                     | Principado de Lieja                                |
| República Ligur                |         | Génova    | 14 de junio de 1797                       | República de Génova | 4 de junio de 1805                      | Primer Imperio Francés                             |
| República de Lucca             |         | Lucca     | 4 de febrero de 1799 9 de octubre de 1800 | Marca de Toscana Ocupación austriaca | 17 de julio de 1799 23 de junio de 1805 | Ocupación austriaca Principado de Lucca y Piombino |
| República de Maguncia          |         | Maguncia  | 17 de marzo de 1793                       | Electorado de Maguncia | 22 de julio de 1793                     | Electorado de Maguncia                             |
| República Partenopea           |         | Nápoles   | 21 de enero de 1799                       | Reino de Nápoles | 13 de junio de 1799                     | Reino de Nápoles                                   |
| República de Pescara           |         | Pescara   | 1799                                      | | 1799                                    |                                                    |
| República Piamontesa           |         | Turín     | 10 de septiembre de 1798                  | Reino de Cerdeña | 20 de junio de 1799                     | Reino de Cerdeña                                   |
| República Rauraciana           |         | Basilea   | 21 de septiembre de 1792                  | Principado de Basilea | 23 de marzo de 1793                     | Primera República Francesa                         |
| República de Valais            |         | Sion      | 1802                                      | República Helvética | 13 de diciembre de 1810                 | Primer Imperio francés                             |
| República Romana               |         | Roma      | 15 de febrero de 1798                     | Estados Pontificios República Anconitana República Tiberina | 30 de septiembre de 1799                | Estados Pontificios                                |
| República Subalpina (en)       |         | Turín     | 20 de junio de 1800                       | Reino de Cerdeña | 11 de septiembre de 1802                | Primera República Francesa República Italiana      |
| República Tiberina             |         | Perugia   | 4 de febrero de 1798                      | Estados Pontificios | 7 de marzo de 1798                      | República Romana                                   |
| República Transpadana          |         | Milán     | 15 de noviembre de 1796                   | Ducado de Milán | 29 de junio de 1797                     | República Cisalpina                                |
| República de las Islas Jónicas |         | Corfú     | 2 de abril de 1800                        | República de Venecia | 5 de noviembre de 1815                  | Estados Unidos de las Islas Jónicas                |